# Raphael Slidell von Erlanger

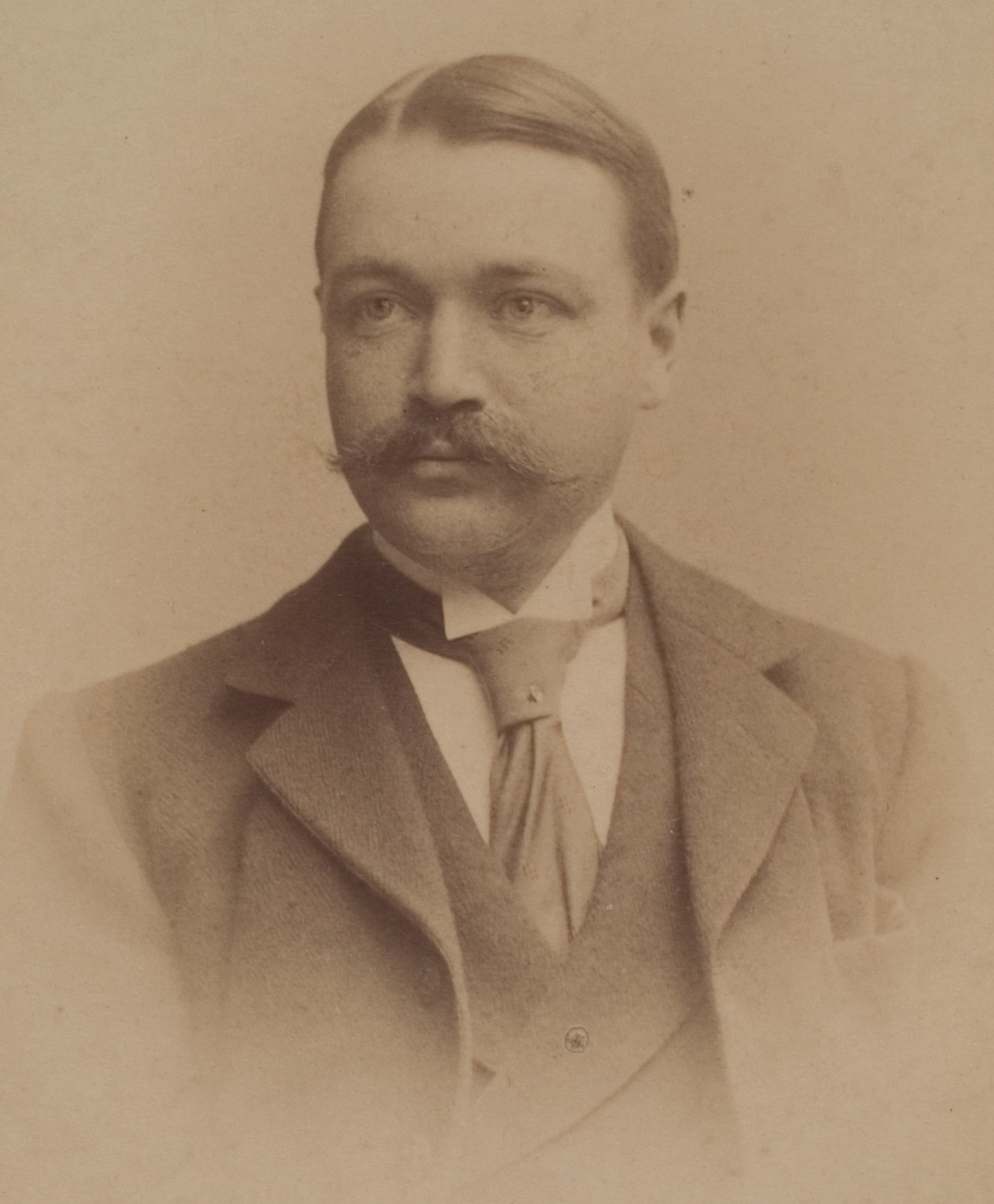
Raphael Slidell von Erlanger

Raphael Slidell Freiherr von Erlanger (* 23. Juli 1865 in Paris; † 29. November 1897 in Heidelberg) war ein deutscher Zoologe, insbesondere Malakozoologe (Weichtierkundler). Er lehrte bis zu seinem frühen Tod als außerordentlicher Professor an der Universität Heidelberg und befasste sich insbesondere mit der Embryologie von Schnecken und der Ontogenese von Bärtierchen.

## Leben
Raphael Slidell von Erlanger entstammte der ursprünglich in Frankfurt am Main ansässigen Bankiersfamilie von Erlanger, die das Bankhaus Erlanger & Söhne betrieb. Er war das älteste Kind des Bankiers Frédéric Emile Baron d’Erlanger (eigentlich Friedrich Emil von Erlanger), eines internationalen Eisenbahn-Finanziers, der um 1858 von Frankfurt nach Paris übersiedelt war und ca. 1870 weiter nach London zog. Seine Mutter war die zweite Ehefrau des Vaters, Marguérite Mathilde Slidell, die aus dem US-Bundesstaat Louisiana kam. Seine Großväter waren einerseits der 1871 in den erblichen Freiherrenstand erhobene Frankfurter Bankhausgründer Raphael von Erlanger, andererseits der amerikanische Jurist und Kongressabgeordnete John Slidell, der während des Amerikanischen Bürgerkriegs Botschafter der Konföderierten Staaten im Französischen Kaiserreich war. Von Erlanger war preußischer Staatsbürger und katholischer Konfession.

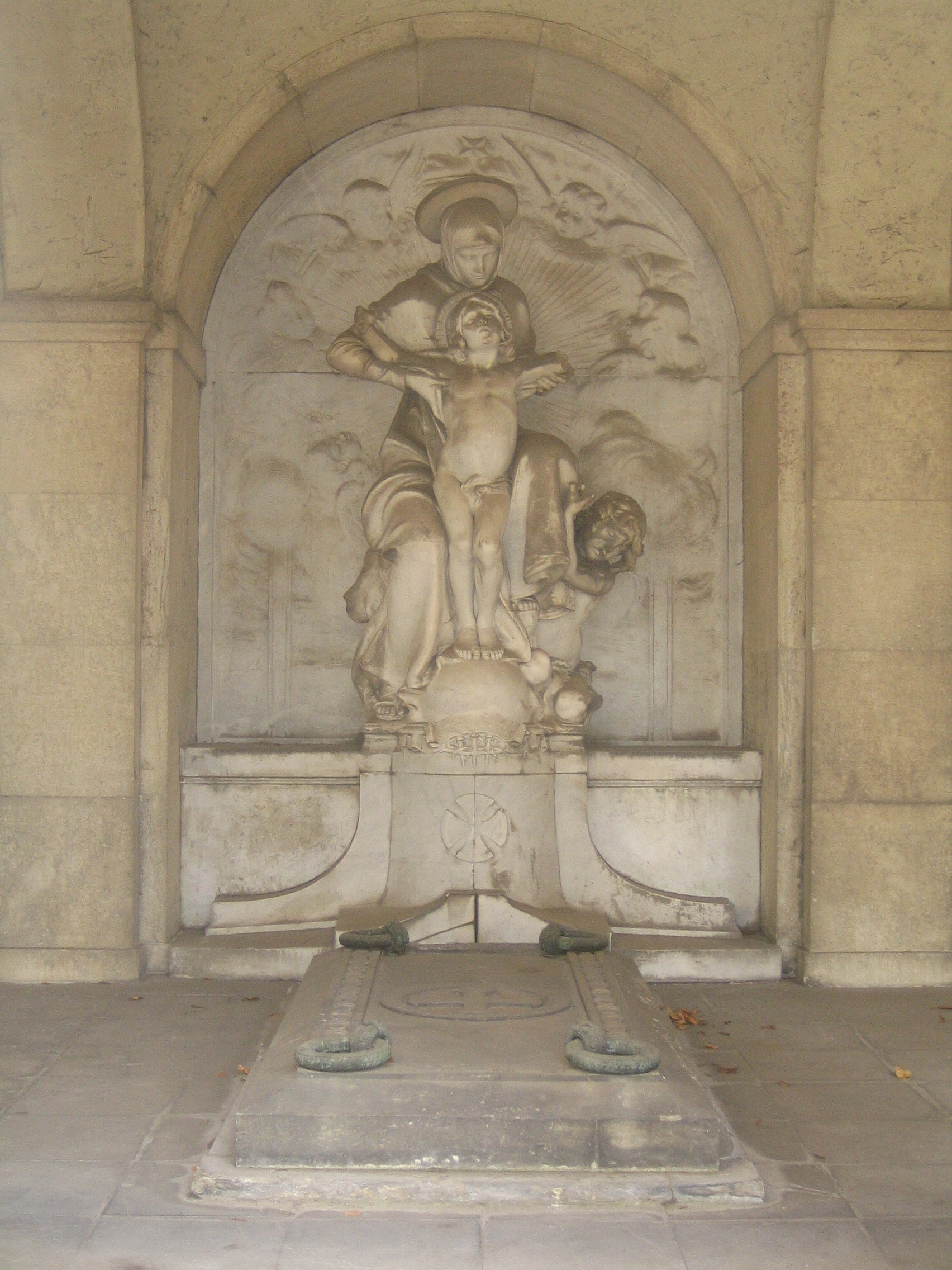
Gruft der Familie von Raphael Baron Slidell von Erlanger

Raphael von Erlanger besuchte zunächst eine Schule in Paris, wo er 1883 das Baccalauréat ablegte, dann die Wöhlerschule in Frankreich und schließlich das Gymnasium in Gießen, das er 1886 mit dem Reifezeugnis abschloss. Anschließend studierte er zunächst an der Universität Bonn Medizin. Nach seinem Wechsel nach Heidelberg (1887–1888 und erneut ab 1889) sowie Berlin (1888–1889) wandte er sich den Naturwissenschaften, insbesondere der Zoologie zu. Sein wichtigster Lehrer in Heidelberg war der bekannte Zoologe Otto Bütschli. 
Mit seiner summa cum laude bewerteten Dissertation „Zur Entwicklung von Paludina vivipara. I. Theil“ wurde von Erlanger 1891 in Heidelberg zum Dr. phil. (nat.) promoviert. Mehrere seiner Schriften (darunter der zweite Teil „Zur Entwicklung von Paludina vivipara“) wurden 1893 als kumulative Habilitation anerkannt. Anschließend lehrte er in Heidelberg zunächst als Privatdozent und ab 1897 als außerordentlicher Professor auf dem Gebiet der Entwicklungsgeschichte (Ontogenese) unter anderem in seinem aus eigenen Mitteln eingerichteten Labor.
1894 heiratete er Marie Carola Franciska Roselyne Blennerhassett (1876–1953), Tochter von Sir Rowland Blennerhassett, einem anglo-irischen Politiker der Liberalen Partei und der Charlotte Lady Blennerhassett (geb. Gräfin von der Leyden). Das Paar hatte einen Sohn, den Autorennfahrer André d’Erlanger (eigentlich Henry Roland Casimir, Baron d’Erlanger; 1895–1937), und eine Tochter, Marie Mathilde Charlotte d’Erlanger (1897–1980). Einige Jahre nach Erlangers Tod heiratete seine Witwe Henry Lionel Galway, den Gouverneur von Südaustralien.
Raphael Slidell von Erlanger starb 1897 nach fünftägiger Krankheit an Lungenentzündung.

## Ehrungen
Erlangers Heidelberger Kollege Robert Lauterborn benannte 1898 nach ihm das Wimpertierchen Mycterothrix erlangeri, zunächst unter dem Namen Trichorhynchus erlangeri:
„2. Trichorhynchus Erlangeri n. sp.
Die  Infusoriengattung Trichorhynchus (Balbiani 1863) mit der einzigen Art Tr. tuamotuensis war bis jetzt nur von den Südseeinseln (Tuamotu) bekannt, und zwar erhielt sie Balbiani aus Cysten, die sich in Baummoos von der genannten Localität fanden. Seitdem scheint die Gattung nicht wieder beobachtet worden zu sein. Unter diesen Umständen gewinnt die Auffindung einer zweiten Art der Gattung Trichorhynchus im Gebiete des Oberrheines ein gewisses Interesse. Ich nenne die neue Form Trichorhynchus Erlangeri und weihe sie dem Andenken an meinen lieben, so früh dahingeschiedenen Freund, Prof. Raphael von Erlanger.“

## Sonstiges

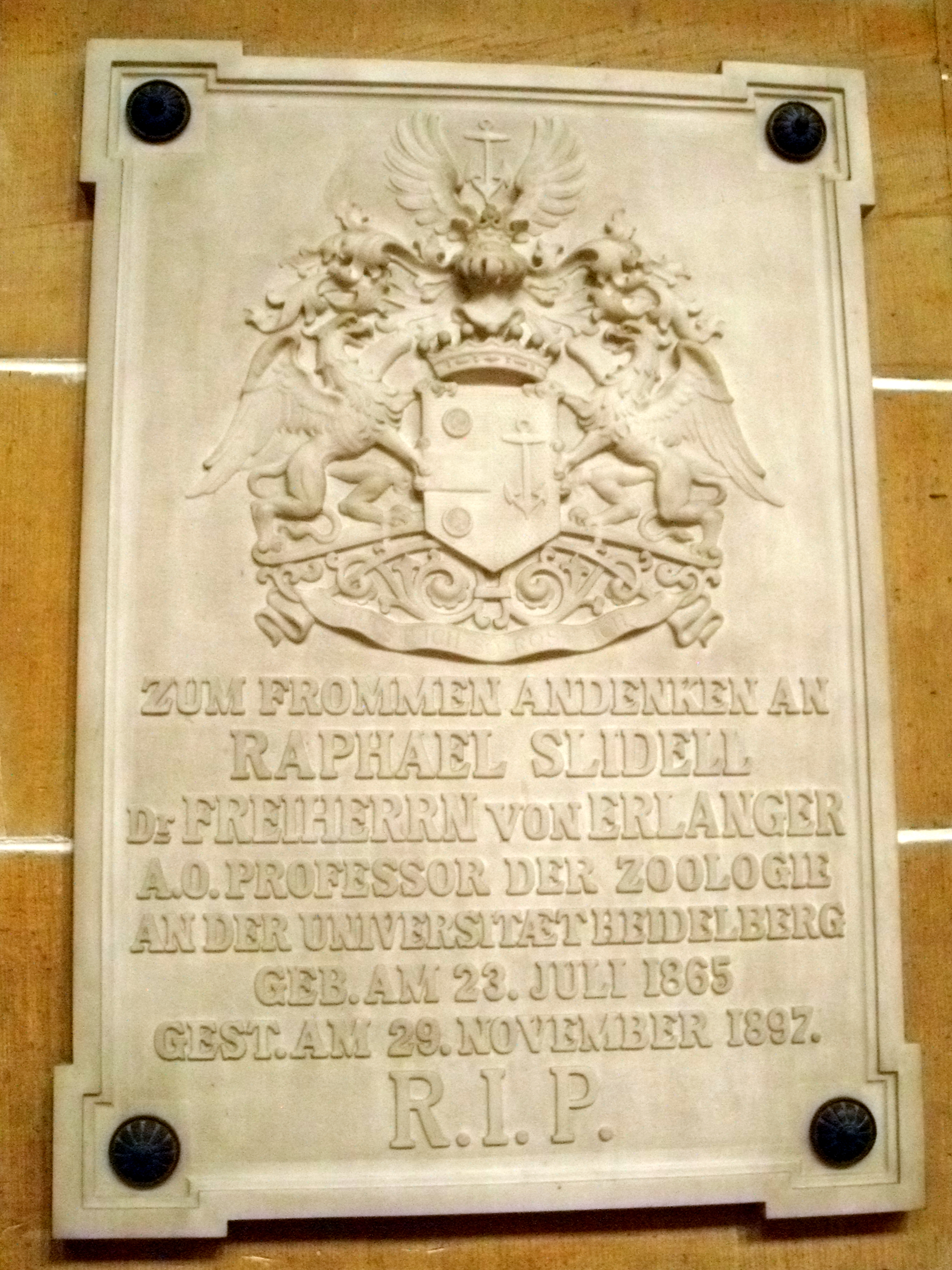
Gedenktafel in der Kirche St. Raphael

Zum Gedenken an Raphael Baron Slidell von Erlanger finanzierte die Familie von Erlanger im Wesentlichen den Bau der katholischen Kirche St. Raphael in Heidelberg-Neuenheim von 1903 bis 1905. Dem Wunsch der Familie folgend wurde das Gotteshaus zu Ehren des Verstorbenen dem heiligen Raphael geweiht.